# Hans Rephun

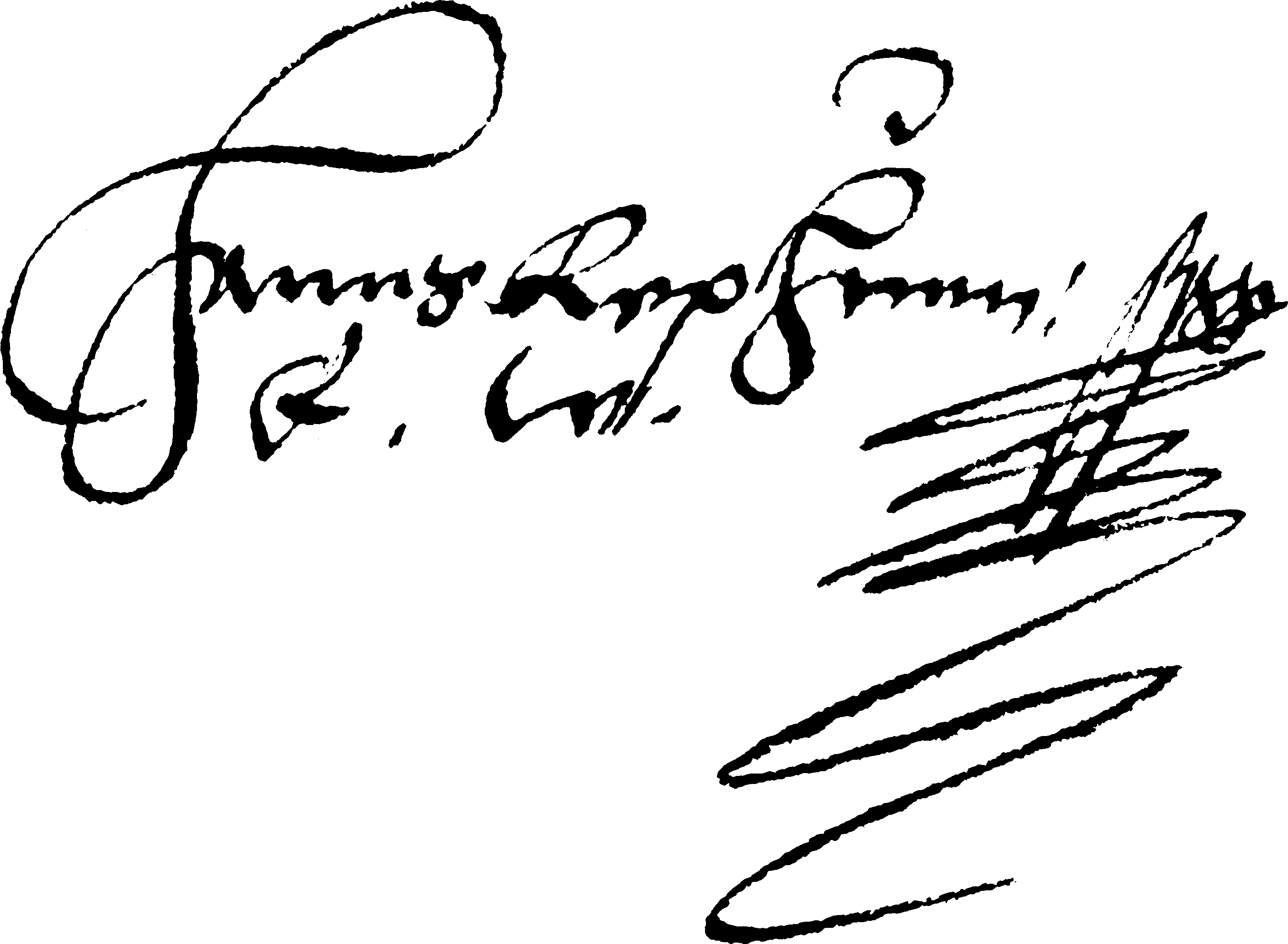
Eigenhändige Unterschrift des Hans Rephun, 1570 (StadtABT, StV BT Nr. 32570)

Hans Rephun (* um 1509; † 25. Januar 1595 in Hof) war ein hochrangiger Verwaltungs- und Finanzbeamter des Markgraftums Brandenburg-Kulmbach in der Frühen Neuzeit. Er diente den Markgrafen Albrecht II. Alcibiades und Georg Friedrich I. von Brandenburg-Kulmbach in verschiedenen einflussreichen Positionen. Seine Laufbahn illustriert die gesellschaftlichen Veränderungen dieser Epoche, in der der Einfluss des Adels allmählich abnahm und auch Bürgerlichen der Aufstieg in höchste Regierungspositionen offenstand. Hans Rephun ist Stammvater der im 19. Jahrhundert erloschenen Familie von Rephun in Zerbst sowie der bis heute bestehenden Familie Rebhan / Rebhahn.

## Herkunft
Die Herkunft des Hans Rephun ist nach gegenwärtigem Stand der Forschung unklar. Sicher anzunehmen ist, dass er aus gebildetem Hause stammte und auch sein Vater ein öffentliches Amt bekleidet hatte. Sprachliche Analysen legen nahe, dass er aus dem süd- oder mitteldeutschen Raum stammen musste. Denkbar wäre eine Herkunft aus Bamberg, wo es bereits seit der zweiten Hälfte des 15. Jahrhunderts öffentliche Amtsträger namens Rephun gab. Möglich wäre auch ein Zusammenhang mit der gleichnamigen Handels- und Kürschnerfamilie in Nürnberg oder der süddeutsch-rheinländischen Familie Rephun von Pfersee/Fersheim. Ein Zusammenhang mit der zeitgleich auftretenden evangelischen Theologenfamilie Rebhun, der auch der lutherische Dramatiker Paul Rebhun angehörte, ist dagegen höchstwahrscheinlich auszuschließen.
Über Hans Rephuns Jugend ist gegenwärtig nichts bekannt. Da ein Universitätsbesuch bislang nicht nachgewiesen werden konnte, wird angenommen, dass seine Ausbildung an einer Lateinschule erfolgte. Eventuell nahm er 1537/38 wie sein späterer Schwager, der markgräfliche Rentmeister Veit Zick, auf Seiten Kaiser Karls V. an den Türkenkriegen teil.

## Frühe Phase (1541–49)

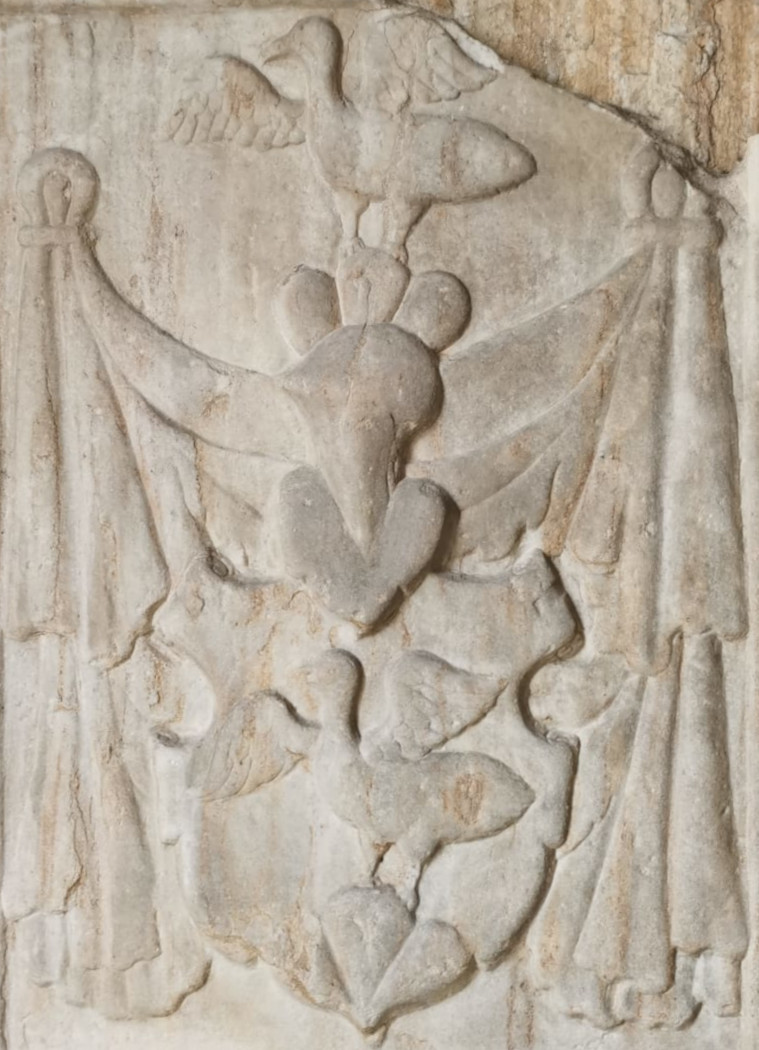
Wappen des Hans Rephun, verliehen am 6. Dezember 1546 durch Kaiser Karl V.; hier Abbildung auf dem Epitaph für Hans Rephuns Sohn Hans Sigmund d. Ä., 1587 (St. Vitus Sparneck, im Original aus heraldischer Courtoisie gespiegelt)

Hans Rephun stand seit 1541 in Diensten des Markgraftums Brandenburg-Kulmbach. Die genaue Tätigkeit der ersten Jahre ist zwar nicht bekannt, jedoch war seine erste Anstellung noch außerhalb der Residenzstadt Kulmbach. Höchstwahrscheinlich nahm Hans Rephun im Jahr 1543/44 am Kriegszug des Markgrafen Albrecht II. Alcibiades gegen Frankreich teil. Im Jahr 1544 zog er nach Kulmbach und erwarb dort ein Wohnhaus in angesehener Nachbarschaft (heutige Adresse: Obere Stadt 6). Möglich ist, dass er ab diesem Zeitpunkt bereits als Pfennigmeister von Albrecht II. Alcibiades diente, denn im Schmalkaldischen Krieg 1546/47 ist er in dieser Position belegt. Hans Rephun war damit in diesem für die Finanzkonsolidierung des Markgraftums so wichtigen Krieg der hauptverantwortliche Finanzbeamte und hatte so eine bedeutende Schlüsselfunktion inne. Er fungierte unter anderem als Bindeglied zwischen der Heeresverwaltung Karls V. und derjenigen von Albrecht Alcibiades, da er die kaiserlichen Soldzahlungen empfing und an den Markgrafen aushändigte. Kaiser Karl V. verlieh Hans Rephun für diese Dienste am 6. Dezember 1546 ein Familienwappen mit Lehenberechtigung. Damit war er ab sofort berechtigt, adelige Lehengüter wie z. B. Rittergüter zu erwerben.
Nach Ende des Schmalkaldischen Krieges blieb Hans Rephun bis 1549 Pfennigmeister von Albrecht Alcibiades. Erwähnt wird er bei einer Geldübergabe der Stadt Naumburg (1547) und als Verantwortlicher für einen bedeutenden und riskanten Geldtransport von 50.000 Gulden von Königsberg und Danzig nach Kulmbach (1549). Im Zeitraum 1547–49 war Hans Rephun zudem für die Verwaltung des damals im Zuge der Reformation bereits säkularisierten Kulmbacher Augustinerklosters zuständig, welches Martin Luther seinerzeit als „das schönste seiner Art“ bezeichnet haben soll.
Privat war diese Phase für Hans Rephun von großer Bedeutung, da er um das Jahr 1544 Katharina Zick, die Schwester des markgräflichen Rentmeisters Veit Zick, heiratete. 1545 wurde sein ältester Sohn Hans Sigmund d. Ä. geboren, der von 1571 bis zu seinem Tod 1587 Amtsverwalter von Stockenroth und Hallerstein war. Um das Jahr 1547 wurde sein zweiter Sohn Hans Sigmund d. J. geboren, der im Jahr 1569 eine Nichte von Lukas Cranach dem Älteren heiratete und Gegenschreiber von Bayreuth wurde, aber bereits im Jahr 1577/78 starb.

## Mittlere Phase (1549–78)
Das Jahr 1549 markierte für Hans Rephun einen wichtigen Karriereschritt, da er zum Kastner der Landeshauptmannschaft Hof a. d. Saale befördert wurde, der damals bevölkerungsreichsten Region im Markgraftum. In dieser Funktion war er als oberster Finanzbeamter von Stadt und Umland Hof verantwortlich für den gesamten Besitz des Markgrafen in dieser Region. Die Sicherstellung einer ausgeglichenen Gesamtbilanz kam ihm ebenso zu wie die Besoldung der markgräflichen Beamten, das Eintreiben der Steuern oder der Beisitz bei finanzpolitischen Amtshandlungen. Zusätzlich dazu war er auch Verwalter der umfassenden Besitzungen und Einkünfte der Pfarrei Hof.

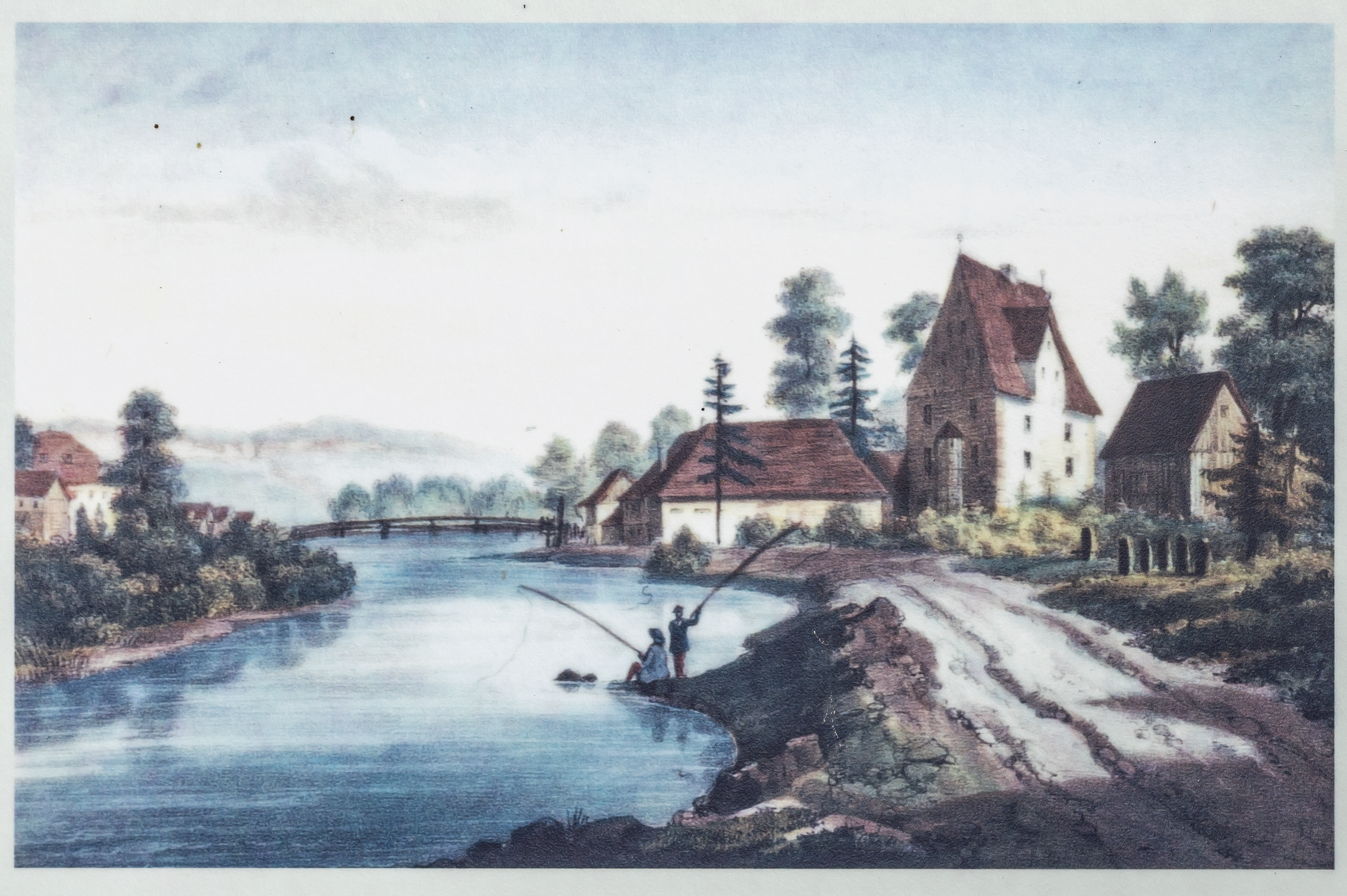
Das Schloss Unterkotzau 1844, gezeichnet von Julius Fleischmann

 Ausdruck dieses neuen Stands war gleich zum Amtsantritt der Erwerb mehrerer Immobilien und Ländereien, vor allem des Rittergutes Unterkotzau bei Hof im Jahr 1550. Mit großem finanziellen Aufwand sanierte Hans Rephun die damals maroden Gebäude. Er erwarb außerdem in Unterkotzau auch eine Mühle samt Fischwasser und ein Vorwerk, also einen landwirtschaftlichen Gutshof. Zudem war er seit 1550 an der Berggesellschaft zum Abbau von Gold, Silber und Eisen beteiligt.
Bei der Belagerung der Stadt Hof im Jahr 1553 im Zweiten Markgrafenkrieg war Hans Rephun nicht nur als Kastner, sondern auch als Hauptmannsverweser bzw. Amtsbefehlshaber tätig und war damit vertretungsweise der ranghöchste Beamte der Region Hof. Eine wichtige Aufgabe war dabei, ausreichend Gelder zu beschaffen, um damit die bereits kurz vor der Meuterei stehenden Söldner zu bezahlen. Da das Markgraftum bereits seit längerem stark überschuldet war, war es ein sehr schwieriges Unterfangen, die notwendigen Kredite aufzubringen. Wie auch der Rest des Markgraftums fiel die Stadt Hof noch im selben Jahr in die Hände ihrer Belagerer und wurde daraufhin bis 1557 von kaiserlichen Sequestern regiert. Hans Rephun war mit seiner Familie ins Exil nach Sachsen geflohen, kehrte aber 1557 nach Brandenburg-Kulmbach zurück und wurde von Markgraf Georg Friedrich abermals als Kastner von Hof eingesetzt.
Hans Rephun stand beim regierenden Fürstenhaus von Brandenburg-Kulmbach und Brandenburg-Ansbach in hohem Ansehen, da er auch nach der Niederlage im Zweiten Markgrafenkrieg nicht wie andere Beamte auf die Seite der Sieger gewechselt war, sondern stattdessen ein stark verschuldetes Leben im Exil in Kauf nahm. Nicht nur das Haus Brandenburg war ihm deswegen zugetan, sondern auch Kurfürst Friedrich III. von der Pfalz (1515–1576), der in der Zeit des Schmalkaldischen Krieges das Land seines Schwagers Albrecht II. Alkibiades von der Plassenburg aus regiert hatte und 1556/57 zum Statthalter der Oberpfalz ernannt worden war. Ausdruck dieser Wertschätzung war, dass Friedrich III. Hans Rephun „wegen seiner treuen Dienste“ im Jahr 1559 das nächste heimfallende Lehen versprach, egal "wie gut es auch sey". Er erhielt auch tatsächlich im Jahr 1566 das Gut Lengenfeld im Amt Helfenberg, das er allerdings 1570 gegen das Gut Reisach bei Kemnath eintauschte, da er damals bereits Vorkehrungen traf, das benachbarte Rittergut Göppmannsbühl zu erwerben (s. u.).
Besondere Gunst des Markgrafen Georg Friedrich erwarb sich Hans Rephun darüber hinaus beim Erwerb der Güter Stockenroth und Hallerstein in den Jahren 1562/63. Nachdem schon Albrecht II. Alcibiades vergeblich versucht hatte, diese Ländereien in sein Staatsgebiet einzuverleiben, war es Hans Rephun, der dem Markgraftum schließlich diesen Gebietszuwachs ermöglichte. Er beschaffte nicht nur die notwendigen Gelder, sondern erwirkte auch die in früheren Versuchen noch verwehrte kaiserliche Belehnung. Zum Dank für seine Bemühungen ernannte Markgraf Georg Friedrich Hans Rephun zum Pächter der neu erworbenen Güter; ab 1571 standen diese unter der Verwaltung seines ältesten Sohnes Hans Sigmund Rephun d. Ä., der damit als Amtmann der oberste Repräsentant des Markgrafen in dieser Region wurde.

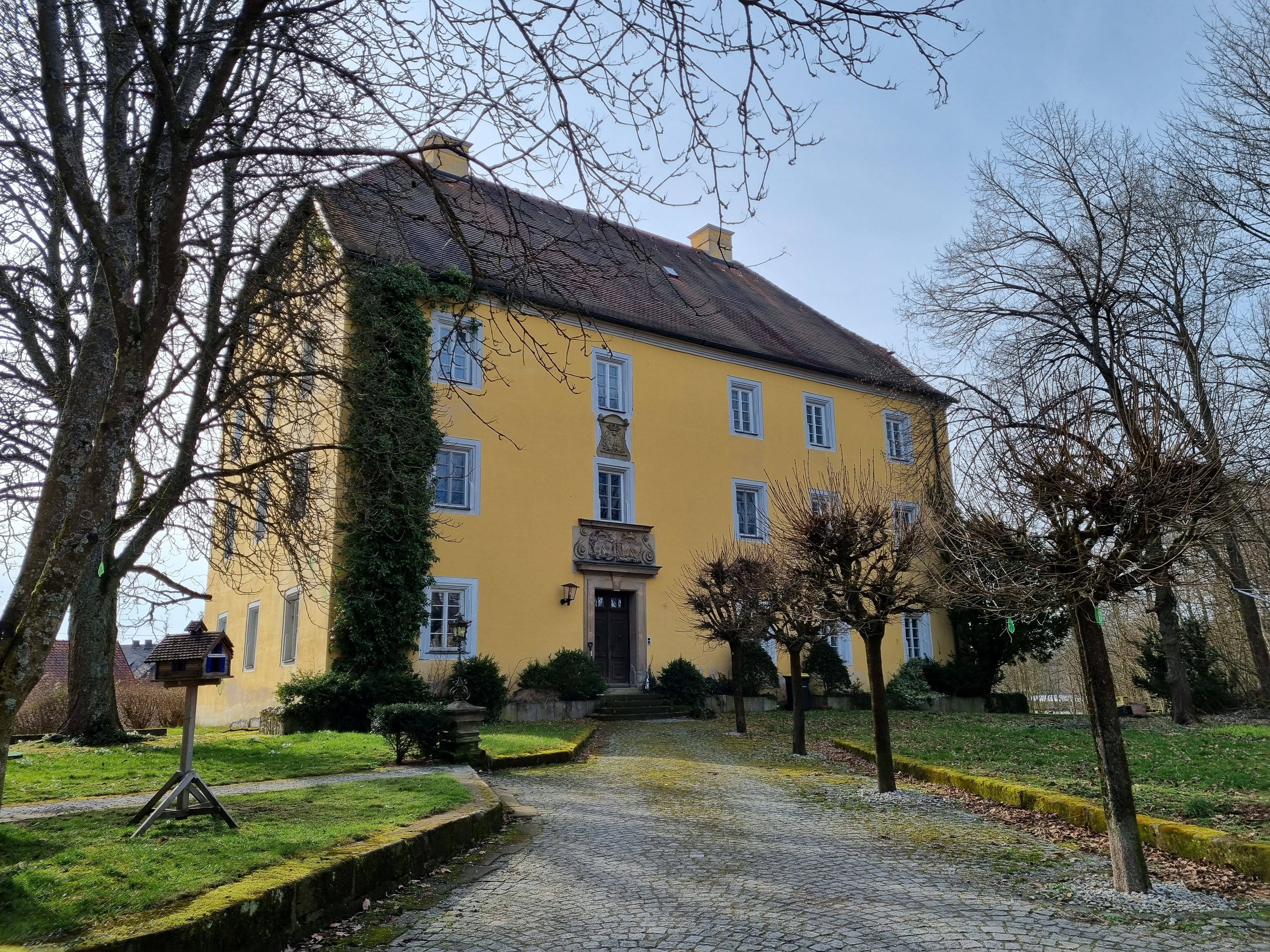
Schloss Göppmannsbühl (2023)

 Auch privat ist diese Phase für Hans Rephun von Umbrüchen gezeichnet. Im Jahr 1558 war der jüngste Sohn Georg Wolf geboren worden, der vermutlich nach dem Ritter Georg Wolf von Kotzau benannt wurde, dem in der Zeit der kaiserlichen Zwangsverwaltung des Markgraftums (1553–57) die kaiserliche Statthalterschaft in der Region Hof übertragen war. Georg Wolf Rephun wurde 1578 Nachfolger seines Vaters im Amt des Hofer Kastners, als dieser zum Kammerrat in Kulmbach befördert worden war (s. u.). Im Jahr 1562 starb Hans Rephuns erste Ehefrau Katharina Zick; er vermählte sich im selben Jahr mit Margaretha Hornung, der Schwester des Hofer Gegenschreibers Melchior Hornung. Aus dieser Ehe ging eine Tochter hervor, Margaretha Rephun, die im Jahr 1588 den Waidhausener Hammermeister Johann Maier heiratete. Bereits im Jahr 1568 starb Margaretha Hornung; Hans Rephun heiratete daraufhin im Jahr 1569 Kunigunda Junius, die Tochter des einflussreichen Ansbacher Kammersekretärs Andreas Junius. Kinder sind aus dieser Ehe nicht bekannt.
Im Jahr 1571 wurde Hans Rephun neben seiner Eigenschaft als Kastner von Hof zum markgräflichen Rat in Kulmbach ernannt. Seit dieser Zeit stieg sein Ansehen und Einfluss am markgräflichen Hof weiterhin stetig, was sich auch im Erwerb des Ritterguts Göppmannsbühl im Jahr 1574 manifestierte. Im selben Jahr kaufte er auch ein repräsentatives Anwesen in der sog. Wolfskehle bei Kulmbach, das später den Namen „Apothekerhof“ erhielt.
Im Jahr 1576 schließlich erfolgte die Ernennung zum Geheimen Rat und Kammerpräsidenten in Ansbach, der Residenzstadt des benachbarten und in Personalunion regierten Markgraftums Brandenburg-Ansbach. Das Kastenamt Hof wurde im selben Jahr Hans Rephuns jüngstem Sohn Georg Wolf verliehen. Die vorher zusammen mit dem Kastenamt verwaltete Kloster- und Pfarrverwaltung wurde Hans Rephuns Schwager Melchior Hornung übergeben.

## Späte Phase (1578–90)
Ein weiterer wichtiger Karriereschritt bedeutete für Hans Rephun, dass Markgraf Georg Friedrich im Jahr 1578 mit dem Herzogtum Preußen belehnt wurde und es damit zu langjährigen Abwesenheitszeiten des Markgrafen von Kulmbach kam. Als langjähriger Beamter und Vertrauter des Markgrafen wurde Hans Rephun daher aus Ansbach abgezogen und als Kammerrat in Kulmbach installiert. Der eigentlich eingesetzte Stellvertreter des Markgrafen – Oberhauptmann Hans Gotzmann – interessierte sich kaum für die damit einhergehenden Verpflichtungen und überließ Hans Rephun die alltäglichen Amtsgeschäfte. Dieser hatte im Jahr 1580 bereits die notwendigen markgräflichen Vollmachten erhalten. Somit erhielt Hans Rephun im Zeitraum 1580–90 regelrecht „allmächtige“ Befugnisse. Laut des Historikers Karl Heinrich von Lang umfassten diese, „Belehnungen vorzunehmen, über Einnahme und Ausgabe der Kassen zu verfügen, die Reste einzutreiben, die Ausgaben einzuschränken und die Amtleute zu kontrollieren“. Diese Vollmachten legte Hans Rephun auch großzügig aus. Er trennte in diesem Zuge vom eigentlich für Finanzfragen zuständigen fünfköpfigen Ratskollegium einen neu geschaffenen Kammerrat ab, der lediglich aus ihm selbst und seinem willfährigen Ratskollegen Peter von der Grün bestand. Dadurch hatte Hans Rephun nun in Finanz- und Personalfragen freie Hand, ohne eine Form der Kontrolle befürchten zu müssen. 1581 erklärte er sich zudem zum Landschreiber, der nominell höchsten Verwaltungsposition im Land und bewirkte so, dass selbst der Statthalter des Markgrafen nichts mehr ohne Hans Rephuns Zustimmung vornehmen konnte. Er besetzte außerdem zahlreiche einflussreiche Posten vorzüglich mit Familienmitgliedern und Gefolgsleuten. Selbst entfernte Verwandte, die zum Teil weder lesen noch schreiben konnten, erhielten Leitungspositionen in der Verwaltung.
Gesundheitlich war Hans Rephun zu diesem Zeitpunkt bereits angeschlagen. Schon 1581 klagte er über Gicht und Schwindelanfälle. Im Laufe der Zeit verschlechterte sich sein Gesundheitszustand, so dass er bald kaum mehr laufen konnte und – „von Stein und Podagra gekrümmt“ – im Volk den Spitznamen „der alte Vogel“ erhielt. Um den Weg zur Markgräflichen Kanzlei in Kulmbach, seinem Dienstort, leichter bewältigen zu können, kaufte er im Jahr 1587 das Haus direkt gegenüber (heutige Adresse: Obere Stadt 34). Ein Stellenangebot als Kammerrat in der Regierung in Königsberg – der Hauptstadt der Herzogtums Preußen – schlug er 1581 mit Verweis auf seine angegriffene Gesundheit aus.
Als im Jahr 1589 der neuer Oberhauptmann Ludwig Wurm eingesetzt wurde, wendete sich das Schicksal von Hans Rephun. Vor allem die Vergabe von hohen Verwaltungsposten an Verwandte und Gefolgsleute hatte bereits zahlreiche Beschwerden nach sich gezogen, die die Aufmerksamkeit des auf Wiederherstellung von Recht und Ordnung bedachten Oberhauptmanns auf die Zustände der Kulmbacher Kanzlei lenkten. Im Jahr 1590 wurde Hans Rephun im Zuge der Untersuchungen unter Stadtarrest gestellt, die mitangeklagten Personen wurden inhaftiert. Hans Rephun kam einer Verurteilung zuvor, indem er noch im selben Jahr – mit seinen ca. 70 Jahren für damalige Zeiten bereits hochbetagt – freiwillig von allen Ämtern zurücktrat. Die meisten Familienmitglieder wurden ihres Amtes enthoben und neues Personal eingesetzt.
Für die Familie Rephun leitete dies zunächst einen sozialen Abstieg ein, es führte zur Verschuldung und damit einhergehend zum Verlust der prestigeträchtigen Rittergüter Unterkotzau und Göppmannsbühl im Zeitraum 1608–1621. Während eine Linie nach Böhmen emigrierte und dort ab Mitte des 17. Jahrhunderts dem Bauernstand angehörte, brachte es im Gegensatz dazu eine andere Linie im Fürstentum Anhalt-Zerbst zu großem Ansehen und wurde im Jahr 1744 in einem Seitenast sogar als „von Rephun“ geadelt.

## Letzte Jahre und Tod (1590–95)
In der Zeit zwischen seinem Rücktritt und seinem Tod lebte Hans Rephun als Privatmann in Kulmbach. Von seinen Kindern waren seine drei Söhne bereits 1578, 1586 und 1587 gestorben, lediglich seine Tochter Dorothea war noch am Leben. An Familienangehörigen lebten in Kulmbach neben seiner Ehefrau Kunigunda nur noch seine Enkelin Anna Barbara mit ihrem Mann, dem Apotheker Samuel Keßler, in Hans Rephuns allererstem Wohnhaus in Kulmbach (Obere Stadt Nr. 6), das die Familie zwischenzeitlich wieder zurückgekauft hatte. Weitere Enkel lebten in Hof und Eger.
Im Jahr 1593 macht Hans Rephun noch einmal von sich reden, als das Fischwasser in Unterkotzau bei Hof auf markgräflichen Erlass für die Allgemeinheit wieder geöffnet wurde, was Hans Rephun stets zu verhindern gesucht hatte.
Hans Rephun verstarb am 25. Januar 1595 um 7 Uhr morgens im Alter von 86 Jahren – interessanterweise in Hof und nicht in Kulmbach. Wenig später, nämlich am 8. Oktober 1595 starb auch Hans Rephuns Ehefrau Kunigunda – allerdings nicht in Hof, sondern in Kulmbach. Der Grabstein von Hans Rephun war noch Mitte des 19. Jahrhunderts in der Hofer Pfarrkirche St. Lorenz zu sehen, ist allerdings heute nicht mehr vorhanden.